# Libba
Libba', Laba (em árabe: اللباء) é um tipo de queijo iemenita. É consumido principalmente nas áreas rurais do Iémen. A libba não é vendida como produto ou em restaurantes.

## Etimologia
A palavra libba significa colostro em árabe.

## Preparação

### Maneira tradicional
Depois de uma vaca ou cabra dar à luz, o seu leite é levado e fervido num tannour. Shathab (ruta graveolens), sementes de nigella sativa, sal e ghee defumado (Samn makbi) são adicionados ao leite enquanto ele está a ferver.